# Tarenna dasyphylla
Tarenna dasyphylla là một loài thực vật có hoa trong họ Thiến thảo. Loài này được (Miq.) Valeton ex Steenis miêu tả khoa học đầu tiên năm 1948.